# Sydafrika ved sommer-OL 2020
Sydafrika deltog under Sommer-OL 2020 i Tokyo som blev afviklet i perioden 23. juli til 8. august 2021.

## Medaljer
| 2020 Tokyo | Guld | Sølv | Bronze | Total |
| Sydafrika  | 1    | 2    | 0      | 3     |

### Medaljevinderne
| Sydafrika under sommer-OL 2020 i Tokyo | Sydafrika under sommer-OL 2020 i Tokyo | Sydafrika under sommer-OL 2020 i Tokyo | Sydafrika under sommer-OL 2020 i Tokyo | Sydafrika under sommer-OL 2020 i Tokyo |
| Medalje                                | Navn                                   | Sport                                  | Event                                  | Dato                                   |
| -------------------------------------- | -------------------------------------- | -------------------------------------- | -------------------------------------- | -------------------------------------- |
| Guld                                   | Tatjana Schoenmaker                    | Svømning                               | Damernes 200 m brystsvømning           | 30. juli                               |
| Sølv                                   | Tatjana Schoenmaker                    | Svømning                               | Damernes 100 m brystsvømning           | 27. juli                               |
| Sølv                                   | Bianca Buitendag                       | Surfing                                | Damer                                  | 27. juli                               |